# Filipijnse wespendief
De Filipijnse wespendief (Pernis steerei) is een roofvogel uit de familie van havikachtigen (Accipitridae). 

## Verspreiding en leefgebied
Deze soort is endemisch op de Filipijnen en telt twee ondersoorten:
- P. s. winkleri: Luzon.
- P. s. steerei: de Filipijnen behalve Palawan, Luzon en de nabijgelegen eilanden.